# Nizar Banat
Nizar Khalil Muhammad Banat (27. srpna 1978 – 24. června 2021) byl palestinský politický aktivista a obránce lidských práv. Byl jedním z nejvýznamnějších oponentů Palestinské národní samosprávy, kritizoval její politiku a úředníky, které označil za zkorumpované. 
Proslavil se především svými protivládními videi, která zveřejnil na sociálních sítích; věnoval se korupci a porušování lidských práv. Palestinská národní samospráva ho několikrát zatkla na základě obvinění z urážky národního cítění. Jeho dům byl napaden bezpečnostními složkami poté, co vyzval Evropskou unii, aby snížila pomoc Palestinské samosprávě kvůli odložení palestinských legislativních voleb v roce 2021.
Dne 24. června 2021, asi ve 3:30 ráno, vtrhly palestinské preventivní bezpečnostní síly do jeho domu na jižním Západním břehu Jordánu, surově ho zbili a poté zatkli. V 6:45hod. téhož dne palestinská samospráva oficiálně oznámila jeho smrt.